# Dordogne (Canche)
Die Dordogne ist ein Bach im Nordwesten von Frankreich, der im Département Pas-de-Calais der Region Hauts-de-France östlich der Stadt Étaples verläuft.

## Geografie

### Verlauf
Die Dordogne entspringt im Gemeindegebiet von Cormont, entwässert generell Richtung Südsüdwest durch die Landschaft des Artois und mündet nach rund zehn Kilometern im Gemeindegebiet von Bréxent-Énocq als linker Nebenfluss in die Canche. Im Mündungsabschnitt quert die Dordogne die Bahnstrecke Saint-Pol-sur-Ternoise–Étaples.

### Durchquerte Gemeinden
(Reihenfolge in Fließrichtung)
- Cormont
- Longvilliers
- Maresville
- Bréxent-Énocq